# Napoli sotterranea
Napoli sotterranea  est un terme italien qui désigne un réseau de galeries souterraines et de cavités creusé par l'homme dans le sous-sol de tuf du centre historique de Naples.
Sur une longueur de 80 km, ces cavités se réfèrent à diverses époques et en particulier directement à la période où les immeubles situés sur le dessus sont édifiés. En effet, la plupart des habitations de Naples sont construites avec du tuf prélevé sur place.

## Histoire
Les premières traces de creusement remontent à environ 5 000 ans, à la fin de l'ère préhistorique, puis les Grecs extraient de ces carrières des matériaux de tuf nécessaire à la fortification de Neapolis, et les Romains y édifièrent un énorme aqueduc et citernes jusqu'à l'usage des galeries comme abri anti-aérien, lors de la Seconde Guerre mondiale.
Aujourd'hui, la visite de la Napoli Sotteranea est inscrite au programme de nombreux circuits touristiques. Son accès se fait principalement depuis la piazza San Gaetano et la via Sant'Anna di Palazzo.

## Via Sant'Anna di Palazzo
Après une descente à environ 40 mètres de profondeur, on accède à un espace d'une superficie d'environ 3 200 m2, utilisé notamment lors de la Seconde Guerre mondiale et qui a abrité plus de 4 000 personnes. Le système électrique de l'époque et les latrines adaptés ainsi que divers graffiti témoignent de la vie passée dans cet abri pendant les raids aériens.

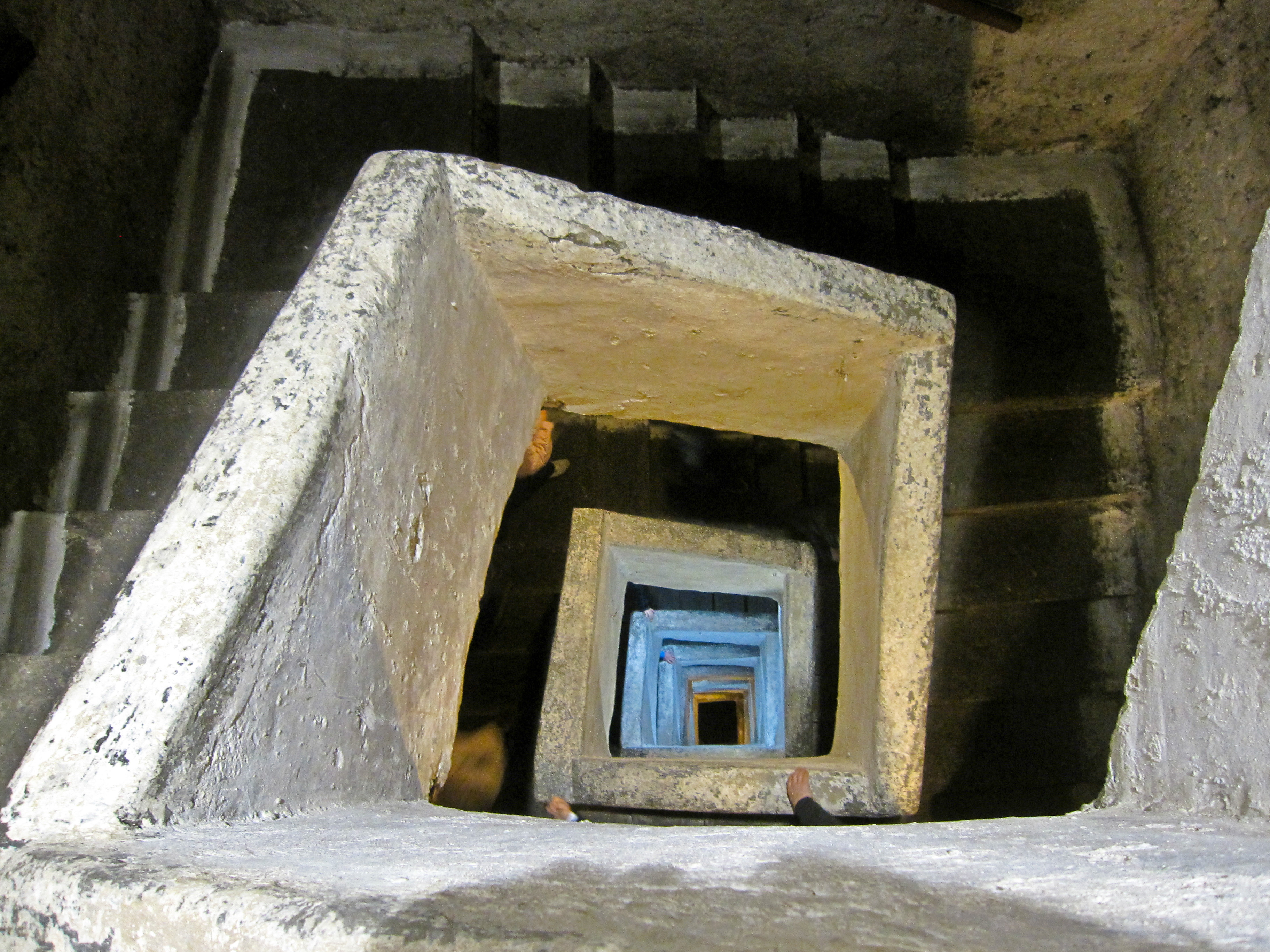
L'escalier vu d'en haut
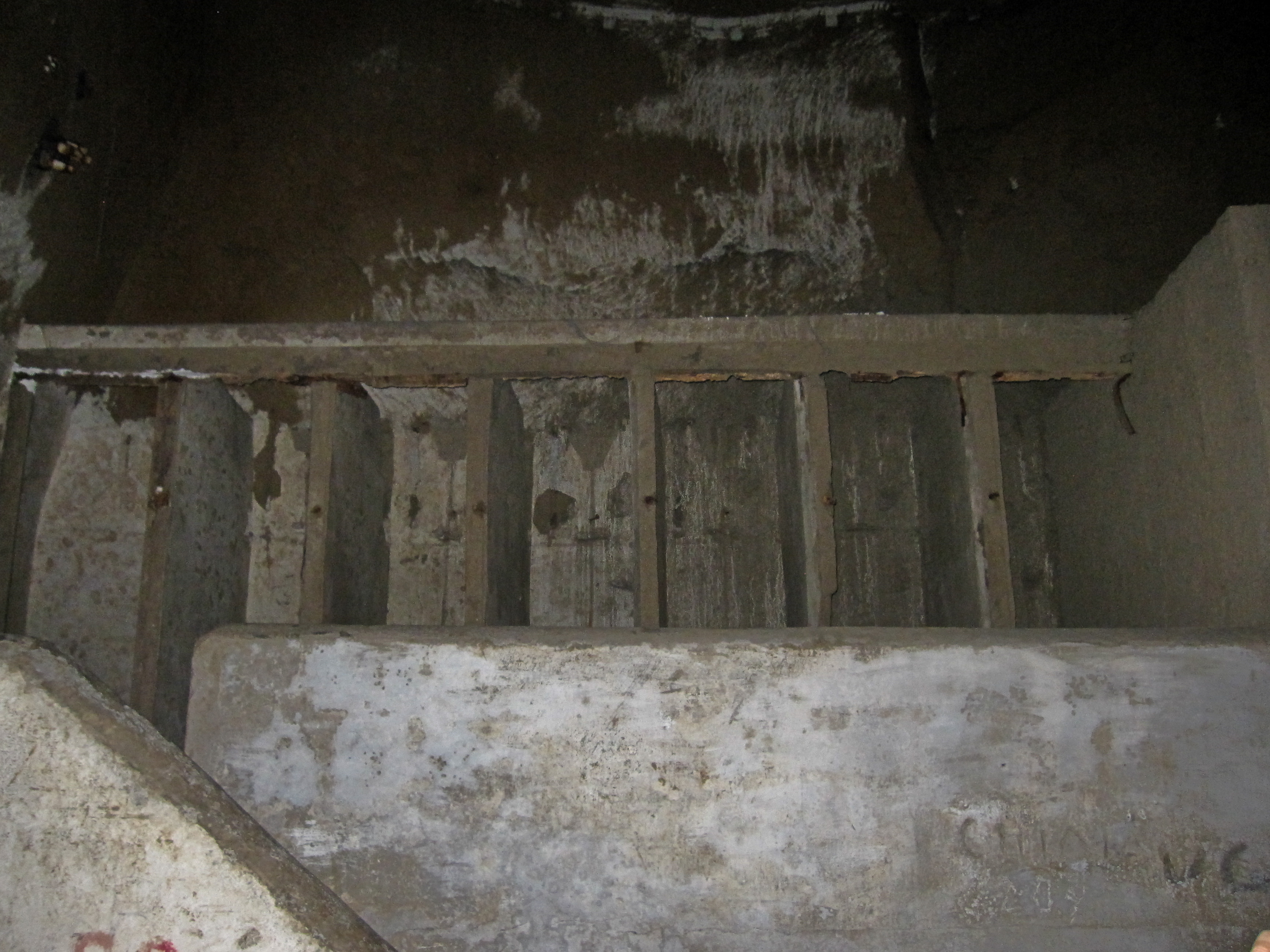
Les toilettes utilisées par les napolitains durant la dernière guerre.

## Piazza San Gaetano
Proche de la basilique San Paolo Maggiore, à piazza San Gaetano, une descente de 140 marches à 40 mètres au-dessous de la route mène à une promenade dans le sous-sol qui associe la Rome antique jusqu'au drame du dernier conflit mondial.
À l'époque d'Auguste, un énorme aqueduc y est construit prélevant l'eau des sources du fleuve Serino, qui à travers un réseau de citernes et de tunnels creusé dans le tuf permet de distribuer l'eau à toutes les habitations situées en surface. La Piscina mirabilis constituait le réservoir terminal de l'aqueduc.
Au XVIIe siècle, à la suite de l'expansion urbaine de la ville, en 1629, l'adduction d'eau est complétée par un nouvel aqueduc bâti par un riche aristocrate napolitain du nom de Carmignano.

### Le théâtre gréco-romain
Dans cette même partie de la Naples souterraine, il est également possible de découvrir un théâtre gréco-romain du (IVe siècle av. J.-C. au IIe siècle).
Le poète Publius Papinius Statius dans une lettre à son épouse exalte les temples et une grande place à portiques (peut-être la zone du forum) et fait référence à deux grands théâtres de la ville, celui ouvert et celui couvert, situés au sommet du forum, derrière le temple sacré des Dioscures.
Même Néron voulut y jouer. On raconte qu'il soudoya des spectateurs complaisants parmi la population pour se faire applaudir.
La présence du théâtre est aussi confortée par deux arches massives, présentes dans la via Anticaglia, qui à l'époque romaine servait de contrefort à la structure extérieure du théâtre, et qui maintenant, apparaissent englobées dans les édifices existants. Il est, en outre, possible d'entrer dans les vestiges de ses fondations à travers une trappe cachée sous le lit d'un typique basso napolitain. Aidés par l'imagination et par les explications du guide, on peut comprendre la grandeur de ce théâtre, parmi les plus importants et vastes de l'époque.

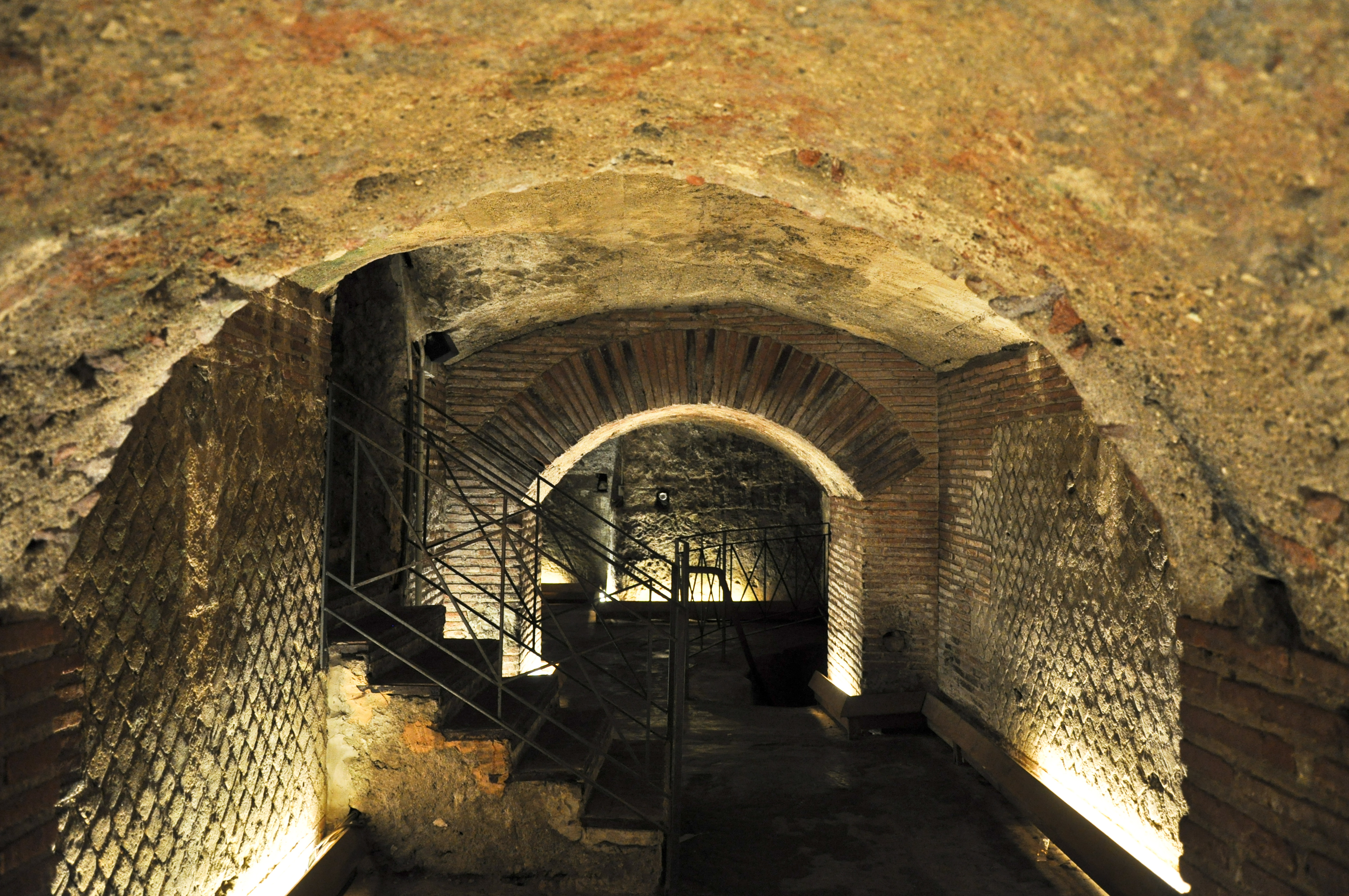
L'avant-scène du théâtre.
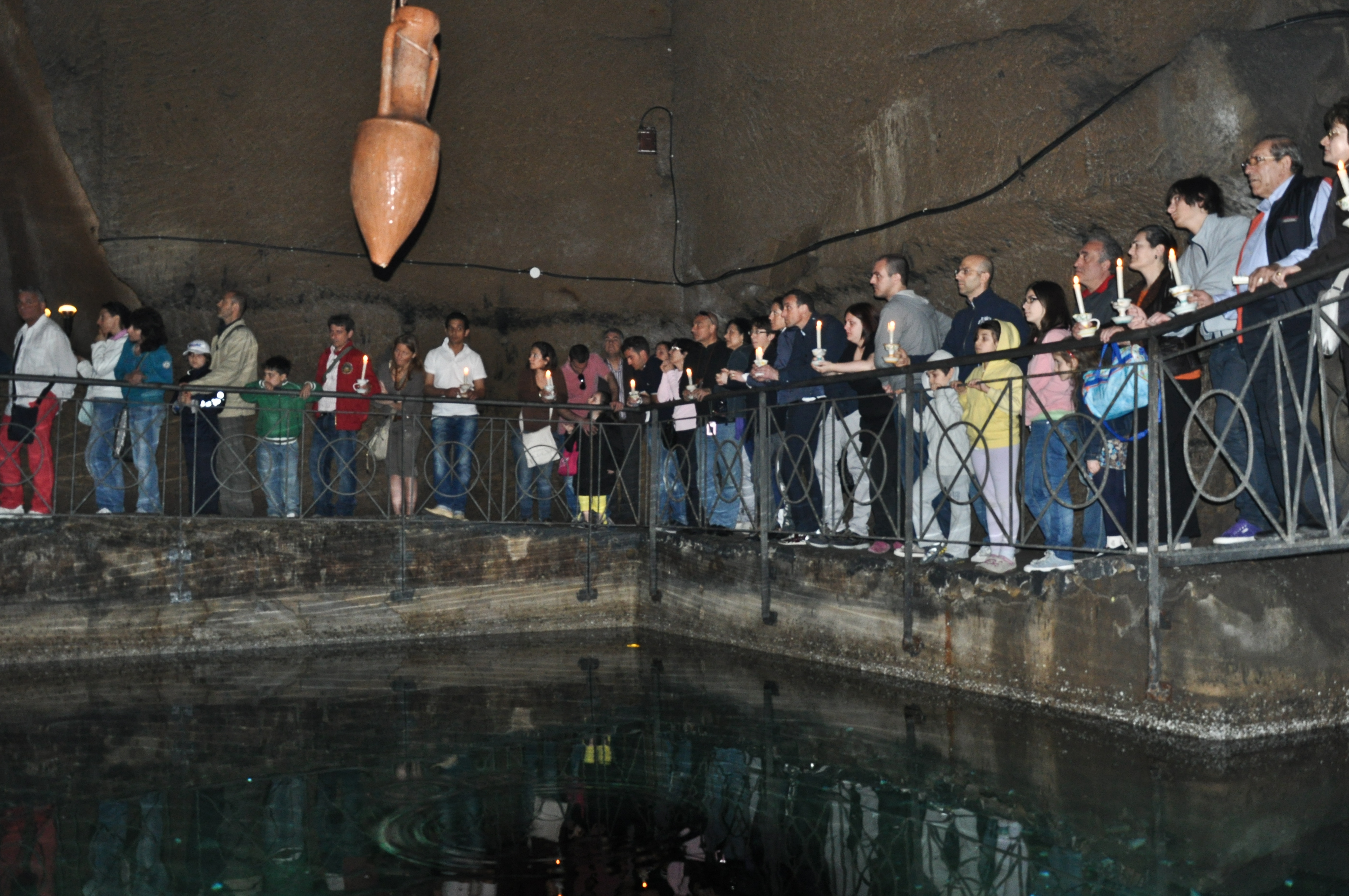
L'amphore suspendue suggère la façon dont était puisée l'eau depuis la surface.
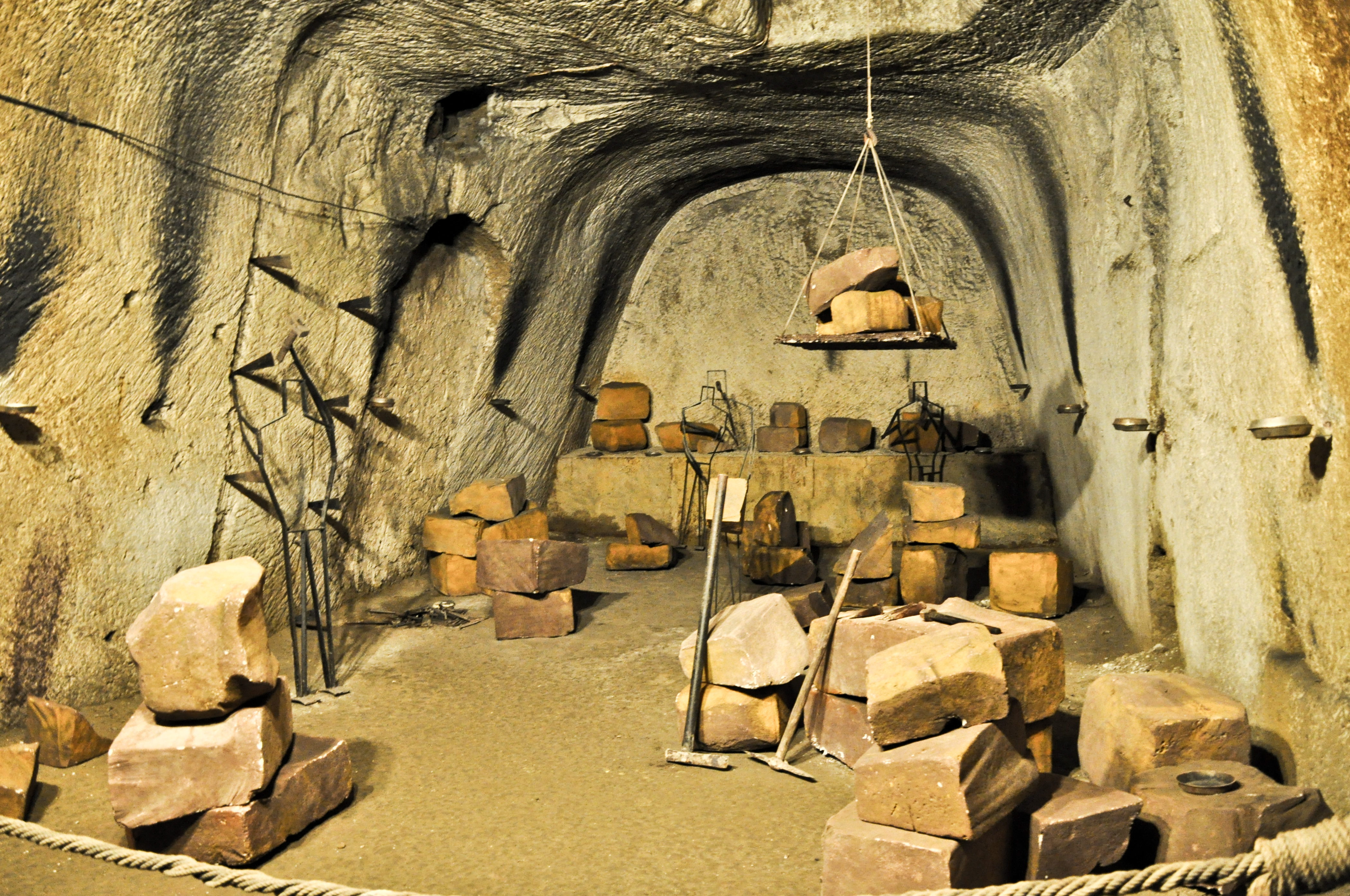
Cavité typique avec divers outils de carriers.
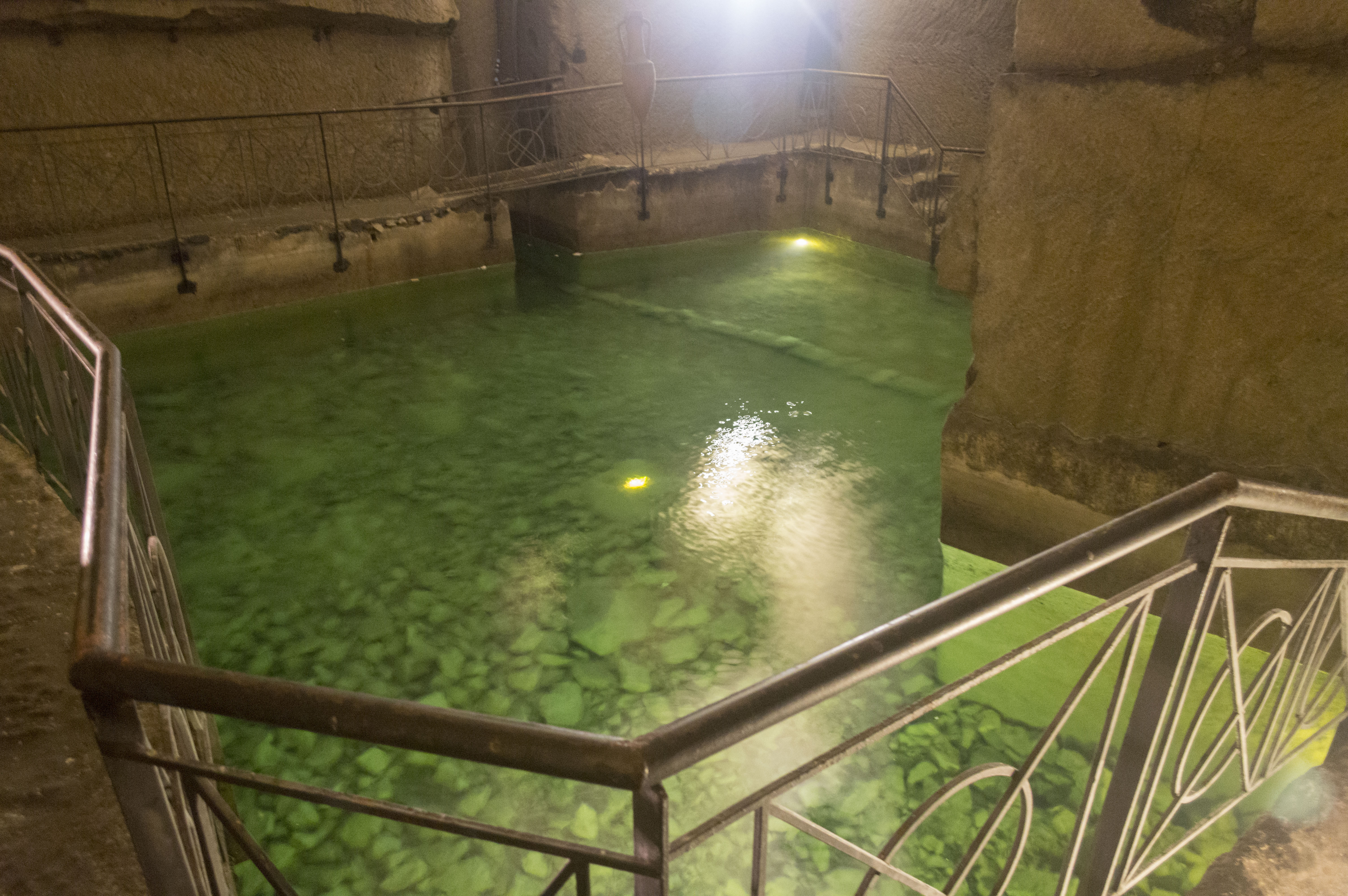
Ancien bassin
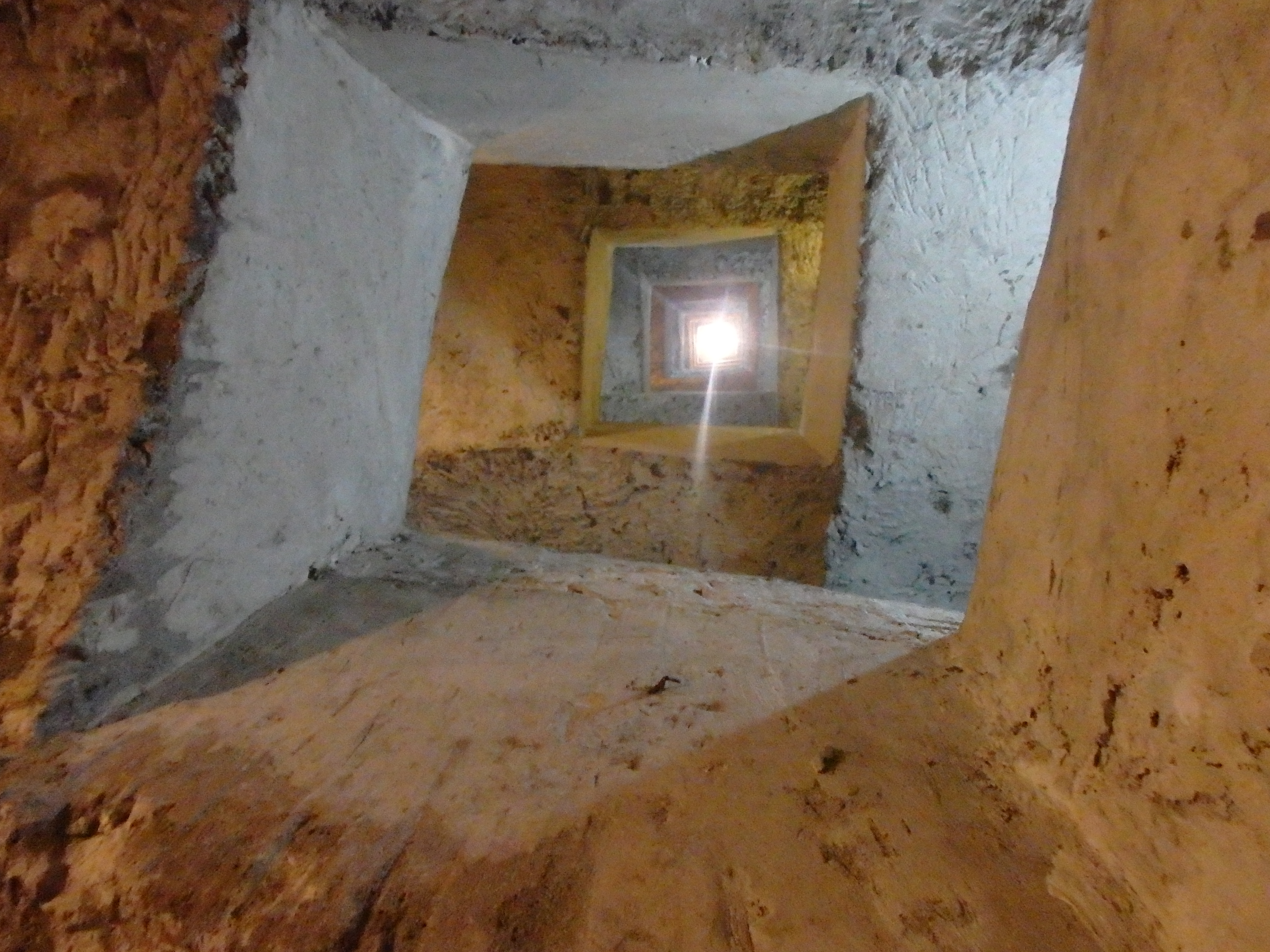
Puits de lumière

## Le souterrain bourbonien (Galleria Borbonica)
Vers la fin de 2008, il est redécouvert un autre parcours souterrain, sous le Mont Echia, qui remonte à la première moitié du XIXe siècle. Il est sans doute le plus récent de la ville.
Au XIXe siècle, les Bourbons créèrent ce long corridor souterrain reliant piazza del Plebiscito à la place de la Victoire – de manière à ménager une possible voie de fuite (par la mer) à la famille royale et rejoindre facilement la caserne Vittoria (it) située via Morelli. Ce chemin, au siècle suivant, est abandonné, puis, réutilisé comme abri anti-aérien durant la dernière guerre; ensuite, il devint un véritable entrepôt de voitures anciennes. Jusqu'à récemment submergé par des mètres de détritus, le site a été restauré par une association et de nombreux bénévoles, et a ouvert au public fin 2010.